# Stryjno Pierwsze
Stryjno Pierwsze – wieś w Polsce położona w województwie lubelskim, w powiecie świdnickim, w gminie Rybczewice.
W latach 1975–1998 miejscowość administracyjnie należała do ówczesnego województwa lubelskiego.
Wieś stanowi sołectwo gminy Rybczewice.

## Części wsi
| SIMC    | Nazwa  | Rodzaj    |
| ------- | ------ | --------- |
| 0390410 | Anusin | część wsi |

## Historia
Historyczna nazwa wsi brzmiała Stryjne, dziś Stryjno Pierwsze i Stryjno Drugie. Wieś notowano od roku 1407 jako Stryna, 1416 – Striyna, 1510 – Stryyna, 1533 – Szthrynna, w roku 1827 Stryina. Długosz umieszcza tę wieś w parafii Piaski nie podając szczegółów (Długosz L.B. t.II s. 548). Wieś stanowiła własność szlachecką w latach 1407–1430 dziedzicem był Bernard ze stryjna.
W roku 1429 król Władysław II Jagiełło przenosi Stryjno na prawo średzkie, a przywileje nabyte w 1429 potwierdza w 1519 roku król Zygmunt. W latach 1510–1519 dziedzicami wsi byli Bernard, Jan i Mikołaj z Konar, synowcy Piotra z Sienicy (w ziemi chełmskiej) notariusza królewskiego. W roku 1531-33 odnotowano pobór z 7 łanów.
W wieku XVIII dobra stanowiły własność rodu Stryjeńskich herbu Tarnawa, są też miejscem urodzenia powieściopisarki Marianny Stryjeńskiej, żyjącej w pierwszej połowie XIX wieku (1778-1848) (Polski Słownik Biograficzny z.183 (tom 44/4 + wkł.)).
W wieku XIX Stryjna stanowiła wieś folwark i dobra w powiecie krasnostawskim, gminie Rybczewice, parafii Częstoborowice. W roku 1890 wieś posiadała 79 osad, staw, młyn oraz pokłady kamienia wapiennego. Według spisu miast, wsi, osad Królestwa Polskiego z 1827 roku było tu 75 domów i 508 mieszkańców. Dobra składały się w 1874 roku z folwarków Stryjno i Anusin, attynencji Zdzislawek, Chojny, Janówka i Rudka, posiadały rozległość 2084 mórg.

## Zabytki
Według rejestru zabytków NID na listę zabytków wpisany jest zespół dworski z 2 połowie XVIII w., przebudowany i rozbudowany w XIX w., nr rej.: A/715 z 6.04.1977:
- dwór,
- oficyna,
- stajnia cugowa,
- ogród włoski.

Do 2012 mieściła się tam szkoła podstawowa.